# Bleckede

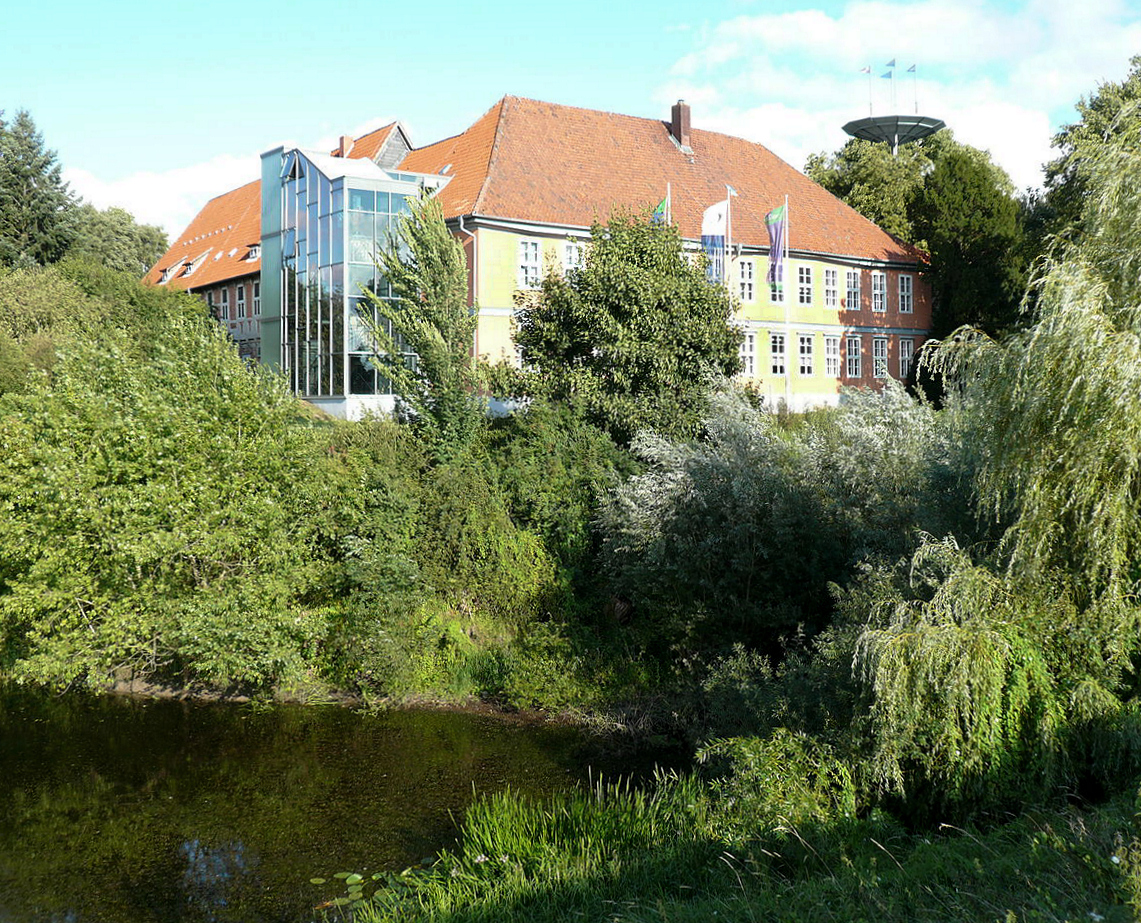
Elbschloss Bleckede mit Wassergraben

Bleckede [ˈbleːkədə] ist eine Kleinstadt zu beiden Seiten der Elbe im Landkreis Lüneburg in Niedersachsen.

## Geografie

### Geografische Lage
Bleckede liegt größtenteils im Urstromtal der Elbe, einige Ortsteile auch etwas höher auf dem Geestrücken bis zu 90 m über NN. Das gesamte Stadtgebiet ist Teil von zwei Nationalen Naturlandschaften, dem Biosphärenreservat Niedersächsische Elbtalaue und dem Naturpark Wendland.Elbe.

### Stadtgliederung
Bleckede besteht neben dem Kernort aus 13 weiteren Ortschaften (Stand 2020): Alt Garge, Barskamp, Bleckede-Wendischthun (mit den rechtselbischen Neu Bleckede und Neu Wendischthun), Brackede, Breetze, Garlstorf, Garze, Göddingen (mit Nindorf), Karze (mit Vogelsang), Radegast, Rosenthal, Walmsburg (mit Reeßeln) und Wendewisch.

### Nachbargemeinden
|                          | Stadt Boizenburg/Elbe                       |                                                    |
| Samtgemeinde Scharnebeck | Kompassrose, die auf Nachbargemeinden zeigt | Gemeinde Amt Neuhaus                               |
| Samtgemeinde Ostheide    | Samtgemeinde Dahlenburg                     | Samtgemeinde Elbtalaue Landkreis Lüchow-Dannenberg |

## Geschichte

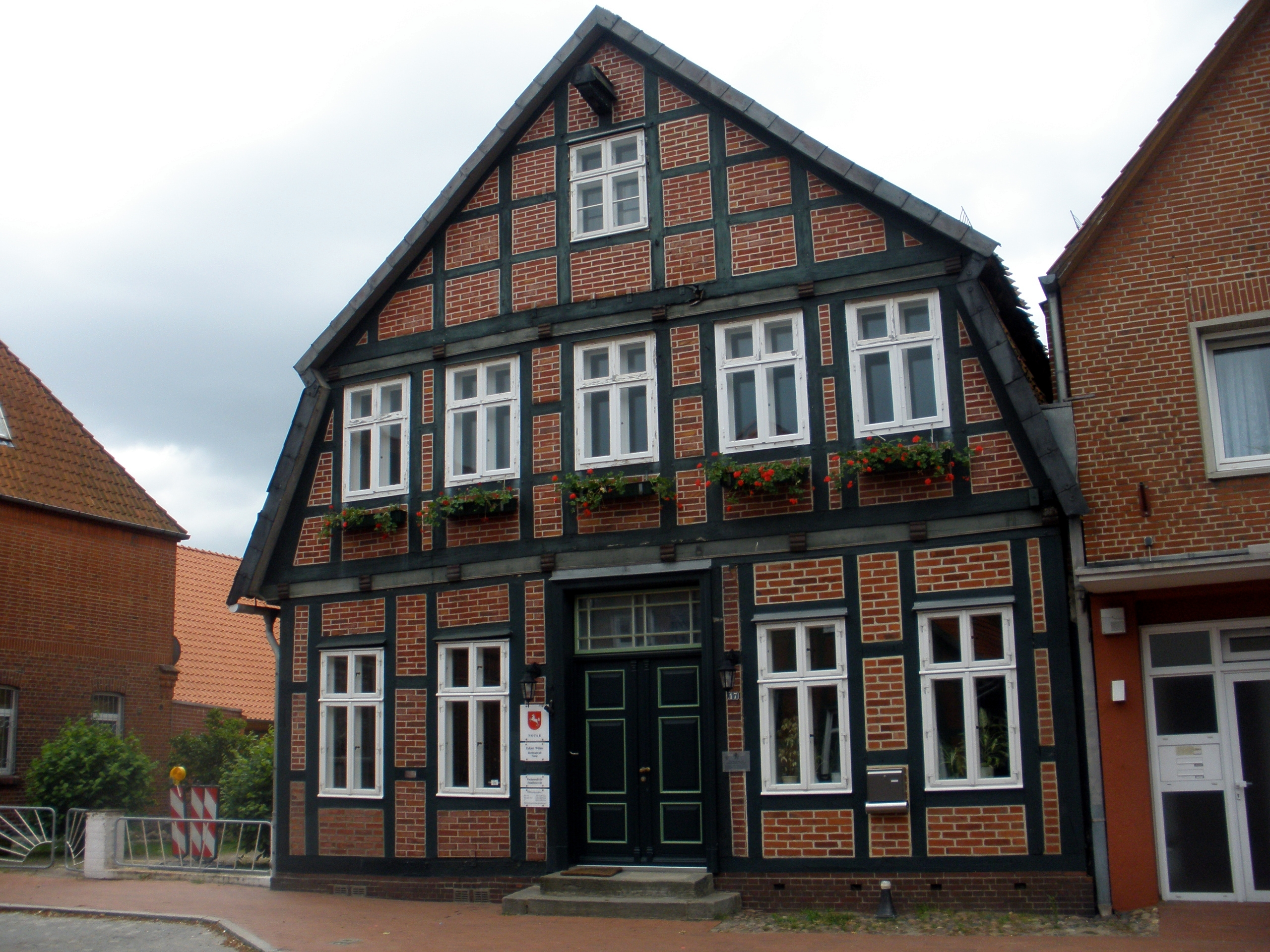
Fachwerkhaus in der Altstadt mit Betsaal der ehemaligen Jüdischen Gemeinde Bleckede

### Anfänge
Im Zuge von Hochwasserschutzmaßnahmen wurde 2008 Alt Wendischthun eingedeicht. Das Abschieben des Oberbodens in der Deichtrasse führte zur Entdeckung einer bronzezeitlichen Siedlungsstelle.
Nach dem Sturz Heinrichs des Löwen verloren die Welfen gegen Ende des 12. Jahrhunderts die Verfügung über den Elbübergang Artlenburg und Handelswege Bardowicks. Bleckede wurde deshalb 1209 als Stadt durch Herzog Wilhelm von Braunschweig und Lüneburg als neuer Handelsmittelpunkt unter der Bezeichnung Löwenstadt / Lowenstat an der Elbe gegründet. Der in Erinnerung an Heinrich des Löwen gewählte Name setzte sich nicht durch. Der Ortsname Bleckede ist vermutlich auf das altgermanische „Blek-ithi“ zurückzuführen, blek und -ithi bedeuten hier helle, freie, lichte Stelle, und entstand aus der früheren deutschen und wendischen Ansiedlung Bleketsa und slavicum Bleckede.

### Stadtrecht und Befestigung des Ortes
Im Jahr 1293 erhielt Bleckede, das zu diesem Zeitpunkt offiziell noch keine Stadt war, gemeinsam mit anderen Städten das Münzrecht verliehen. Erst 1310 bekam Bleckede offiziell die Stadtrechte mit der Auflage verliehen, die Stadt zu befestigen. Diesen Zweck erfüllte ein Stadtgraben, der bis 1929 die Stadtgrenzen markierte.
Zum eigenen Schutz, zur Sicherung des Elbzolls und Elbübergangs wurde vermutlich im 13. Jahrhundert mit dem Bau einer Burg in Bleckede begonnen. Das um 1600 erbaute Elbschloss Bleckede steht auf den Resten der Burg, deren älteste Erwähnung um 1270 bekannt ist. 1379 wurde das Schloss Bleckede an die Städte Hamburg, Lübeck, Hannover und Lüneburg abgetreten, danach gelang es Lüneburg, sich den Besitz Bleckedes bis Ostern 1561 bestätigen zu lassen.

### Seit Anfang des 17. Jahrhunderts
Von 1593 bis zu seinem Tod 1623 war Fritz von dem Berge Amtmann von Bleckede. 1666 legt eine Feuersbrunst den gesamten Ort Bleckede in Schutt und Asche. 1720 kam der erste Arzt nach Bleckede und 1735 wurde die bis heute erhaltene Alte Apotheke erbaut.
Vom 1. April 1885 an war Bleckede Kreisstadt des neu gegründeten Landkreises Bleckede, der am 1. Oktober 1932 wieder in den Landkreis Lüneburg eingegliedert wurde.

### Einrichtung eines Marinenachschublagers zum Ende des Ersten Weltkrieges
Seit den Kriegsjahren 1917/18 ließ die Kaiserliche Marine den Ölhof in Bleckede errichten. Ab 1936/37 war die Bautätigkeit besonders intensiv. Auf einem ca. 150 ha großen Gelände wurden Ölvorräte gelagert. Das Gesamtfassungsvermögen betrug ca. 340.000 t. Ein umfangreiches Tunnelsystem verband alle 34 unterirdischen Riesenbunker. Zur Lagerung und Verladung führten unterirdische Druckrohrleitungen über Pumpstationen zur Elbe. Insgesamt bestand das Lager aus 78 Tank- und Gebäudeanlagen. Drei Jahre nach Kriegsende wurden die Anlagen 1948 demontiert und gesprengt. Rund 12.000 m Rohrleitungen, Anlagenteile und weiterer Schrott wurden nach England verschifft. Von 1960 bis 1968 wurden die Trümmerflächen eingeebnet.

### Bau des Kohlekraftwerkes Alt-Garge durch KZ-Häftlinge während des Zweiten Weltkrieges
Die Hamburgischen Electricitäts-Werke (HEW) begannen während der Zeit des Nationalsozialismus mit dem Bau eines Kohlekraftwerkes im Ortsteil Alt-Garge, unmittelbar an der Elbe. Für die Bauarbeiten des Kohlekraftwerkes Alt-Garge der Hamburgischen Electricitäts-Werke (HEW) wurden seit 1940 hauptsächlich Zwangsarbeiter herangezogen, die in einem Arbeiterlager (Lager „A“) untergebracht waren. 1944 wurde im Lager B" in der Nachbarschaft zur Baustelle das KZ-Außenlager Alt Garge als (Außenstelle des KZ Neuengamme) errichtet, in das bis zum Februar 1945 Zwangsarbeiter aus Neuengamme und dem KZ Sachsenhausen verbracht wurden.
Der erste Kraftwerksblock ging erst nach dem Krieg, im Jahr 1946 mit 70 Megawatt ans Netz. In den 1970er Jahren gab es Überlegungen, ein Kernkraftwerk in Alt Garge zu bauen. 1974 wurde das Kohlekraftwerk schließlich stillgelegt. 1987/88 wurden die Anlagen des Kraftwerkes abgebaut. Reste der Anlagen sind noch weiterhin sichtbar. In der Nähe des damaligen KZ-Außenkommandos Alt-Garge erinnert eine Gedenkstätte an das Schicksal der Häftlinge.

### Ende des Zweiten Weltkriegs und Nachkriegszeit

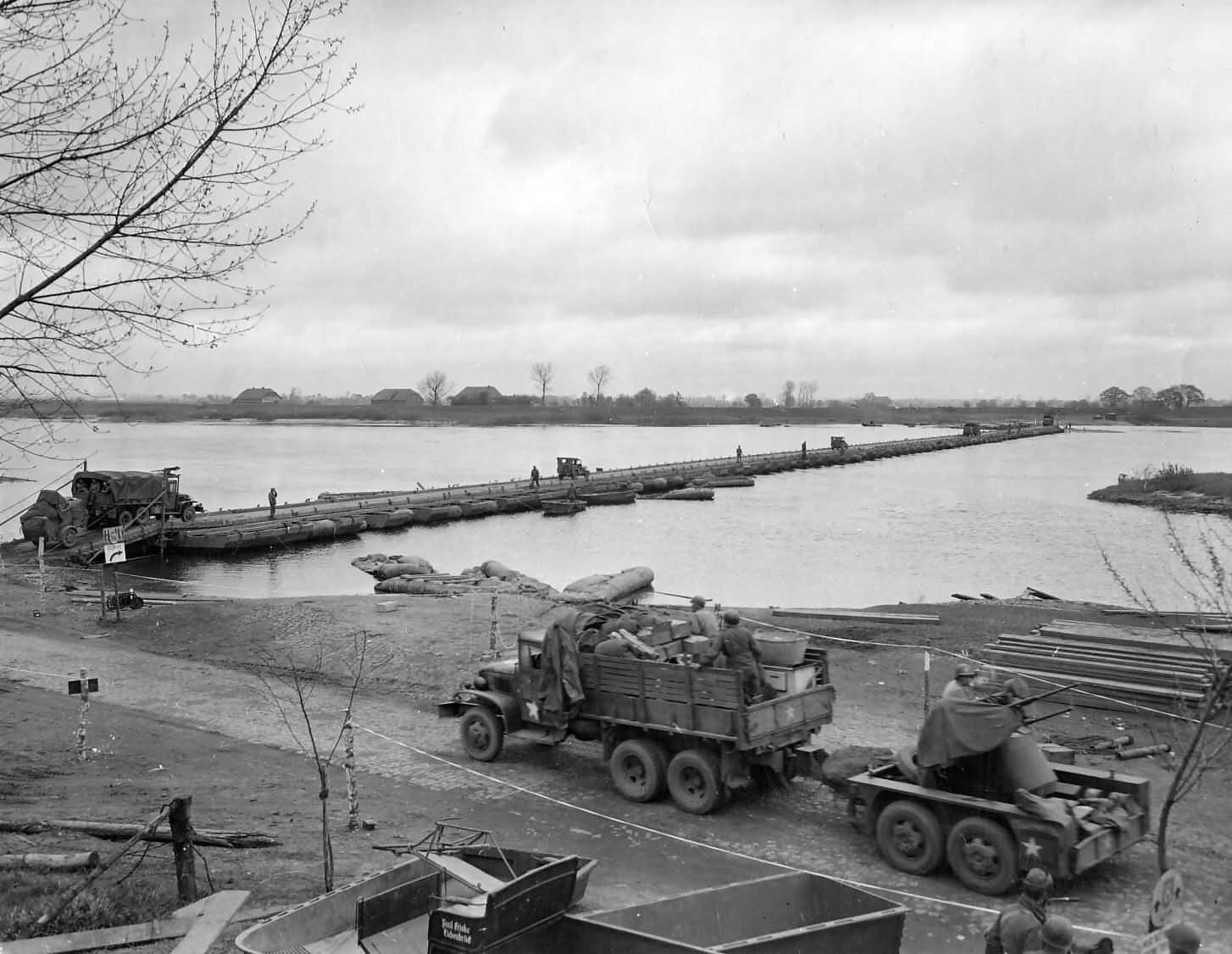
Pontonbrücke der US-Army über die Elbe bei Bleckede

Am 29. April 1945, zehn Kilometer von Bleckede entfernt, setzten die britischen Truppen von Artlenburg aus aufs gegenüberliegende Elbufer bei Schnakenbek über, richteten einen Brückenkopf ein und besetzten anschließend die nahe gelegene Stadt Lauenburg, um von dort weiter nach Schleswig-Holstein vorzudringen. Kurz darauf, in der Nacht vom 30. April zum 1. Mai 1945, setzten Truppenteile der 9th United States Army bei Bleckede mit Hilfe einer Pontonbrücke über die Elbe. 86 Menschen starben bei den Kämpfen um die Elbüberquerung bei Bleckede. Es folgte die Besetzung südwestlicher Teile Mecklenburgs durch die Amerikaner. (Siehe auch: Kriegsende in Südmecklenburg (1945)). Anschließend fielen die rechtselbischen Stadtteile Bleckedes an die Sowjetische Besatzungszone und wurden erst 1993 nach Niedersachsen rückgegliedert.

### Eingemeindungen
Bereits 1928/29 wurden die Vororte Kleinburg, Burglehn, Vorbleckede, Wendisch-Bleckede und v.-Estorffs-Acker und Alt-Wendischthun eingemeindet.
Im Rahmen der Verwaltungs- und Gebietsreform wurde am 1. März 1974 die Einheitsgemeinde Stadt Bleckede gebildet. Durch Abschluss eines Gebietsänderungsvertrages wurden die bis dahin selbständigen Gemeinden Alt Garge, Barskamp, Brackede, Breetze, Garlstorf, Garze, Göddingen, Karze (mit Vogelsang), Radegast, Rosenthal, Walmsburg (mit Reeßeln) und Wendewisch zur bis dahin einzigen Flächengemeinde des Landkreises Lüneburg zusammengefasst.
Während der deutschen Teilung lagen die rechtselbischen Stadtteile Neu Bleckede und Neu Wendischthun innerhalb der Deutschen Demokratischen Republik. Die Stadt war also genau wie Mödlareuth in Thüringen und Bayern geteilt. Infolge der deutschen Wiedervereinigung wurden die beiden Ortschaften, die der Gemeinde Teldau angehörten, wieder Ortsteile der Stadt Bleckede und das gesamte Amt Neuhaus wieder ein Teil des Landkreises Lüneburg. Diese Rückgliederung erfolgte am 30. Juni 1993.

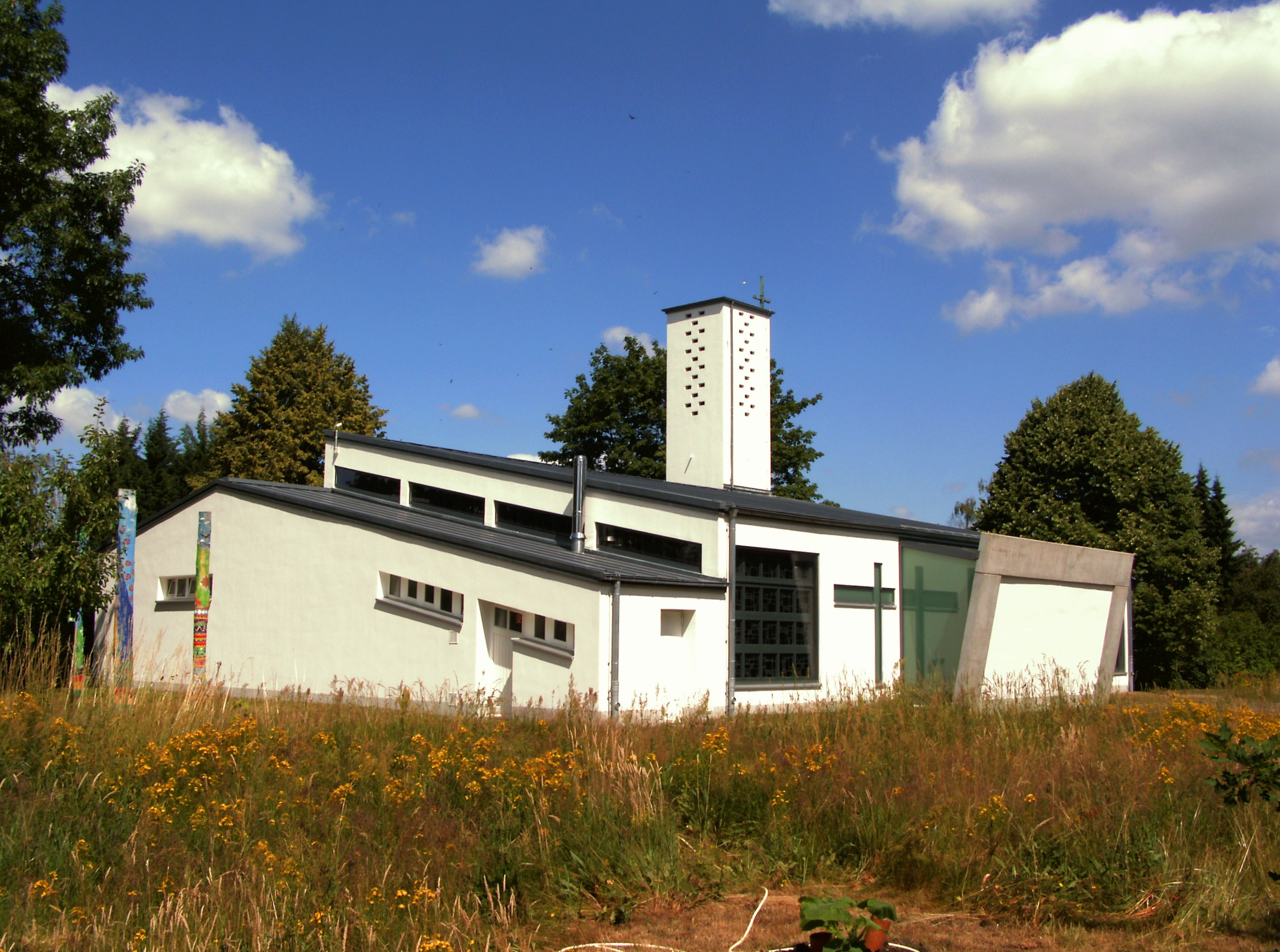
Die 1968 errichtete Katholische Kirche

## Religion
In Bleckede befinden sich verschiedene christliche Glaubensgemeinschaften.
Bis 2016 war Bleckede Sitz eines Evangelisch-lutherischen Kirchenkreises. Am 1.1.2017 wurde aus den Kirchenkreisen Bleckede und Lüneburg der neue Ev.-luth. Kirchenkreis Lüneburg gebildet. Er gehört zum Sprengel Lüneburg der Landeskirche Hannovers. Die Kirchengemeinde Bleckede entstand durch eine Fusion der Kirchengemeinden Barskamp, Bleckede und Garlstorf-Radegast und umfasst das gesamte Gebiet der Stadt Bleckede und den Ortsteil Tosterglope der Samtgemeinde Dahlenburg. In der Kirchengemeinde gibt es fünf Kirchen: Die Martin-Luther-Kirche in Garlstorf, die Kirche in Radegast, die Sankt Jacobikirche Bleckede, die St. Vituskirche in Barskamp und die Erlöserkirche in Alt Garge. In der Kirche St. Jacobi wurde 1946 Jörg Immendorff getauft.
Die katholische Kirche St. Maria Königin vom hl. Rosenkranz wurde 1968 errichtet. Sie ist eine Pfarrkirche im Dekanat Lüneburg, ihr sind auch die Kirchen in Dahlenburg und Neuhaus zugeordnet.
Die nichttrinitarischen Zeugen Jehovas besitzen einen Königreichssaal in der Stadt.

## Politik
Die Stadt Bleckede gehört zum Landtagswahlkreis 48 Elbe und zum Bundestagswahlkreis 38 Lüchow-Dannenberg – Lüneburg.

### Stadtrat
- Linke: 1
- SPD: 4
- Grüne: 5
- UWB: 5
- FDP: 1
- CDU: 8

Der Rat der Stadt Bleckede besteht aus 24 Ratsfrauen und Ratsherren. Dies ist die festgelegte Anzahl für eine Gemeinde mit einer Einwohnerzahl zwischen 9001 und 10.000 Einwohnern. Die 24 Ratsmitglieder werden durch eine Kommunalwahl für jeweils fünf Jahre gewählt. Die aktuelle Amtszeit begann am 1. November 2021 und endet am 31. Oktober 2026.
Stimmberechtigt im Stadtrat ist außerdem der hauptamtliche Bürgermeister Dennis Neumann (parteilos).
Die letzte Kommunalwahl vom 11. September 2021 führte zu folgendem Ergebnis:
| Partei / Liste | Stimmenanteil | +/− %p  | Sitze | +/− |
| CDU            | 35,67 %       | − 4,44  | 8     | − 2 |
| SPD            | 17,10 %       | + 0,39  | 4     | ± 0 |
| Grüne          | 20,82 %       | + 6,49  | 5     | + 2 |
| UWB*           | 20,67 %       | − 8,180 | 5     | − 2 |
| FDP            | 3,18 %        | + 3,18  | 1     | + 1 |
| Linke          | 2,56 %        | + 2,560 | 1     | + 1 |

* Unabhängige Wählergruppe Bleckede
Die Wahlbeteiligung lag 2021 bei 57,86 %.

### Bürgermeister
Hauptamtlicher Bürgermeister der Stadt Bleckede war  seit 2006 Jens Böther (CDU). Bei der Bürgermeisterwahl am 25. Mai 2014 wurde er als Amtsinhaber mit 60,8 % der Stimmen wiedergewählt. Sein Gegenkandidat Martin Gödecke (Unabhängige Wählergruppe Bleckede) erhielt 39,2 %. Die Wahlbeteiligung lag bei 52,3 %. Böther trat seine weitere Amtszeit am 1. November 2014 an, wurde jedoch 2019 zum Landrat des Landkreises Lüneburg gewählt. Seit dem 1. Dezember 2019 ist Dennis Neumann (parteiunabhängig) Bürgermeister von Bleckede.

### Städtepartnerschaft
Seit 1977 besteht eine Partnerschaft mit den französischen Gemeinden Auffay und Tôtes. Beide französische Kommunen gehörten bis 2015 zum Kanton Tôtes im Département Seine-Maritime in der Region Normandie.

## Kultur und Sehenswürdigkeiten
- Evangelische St.-Jacobi-Kirche

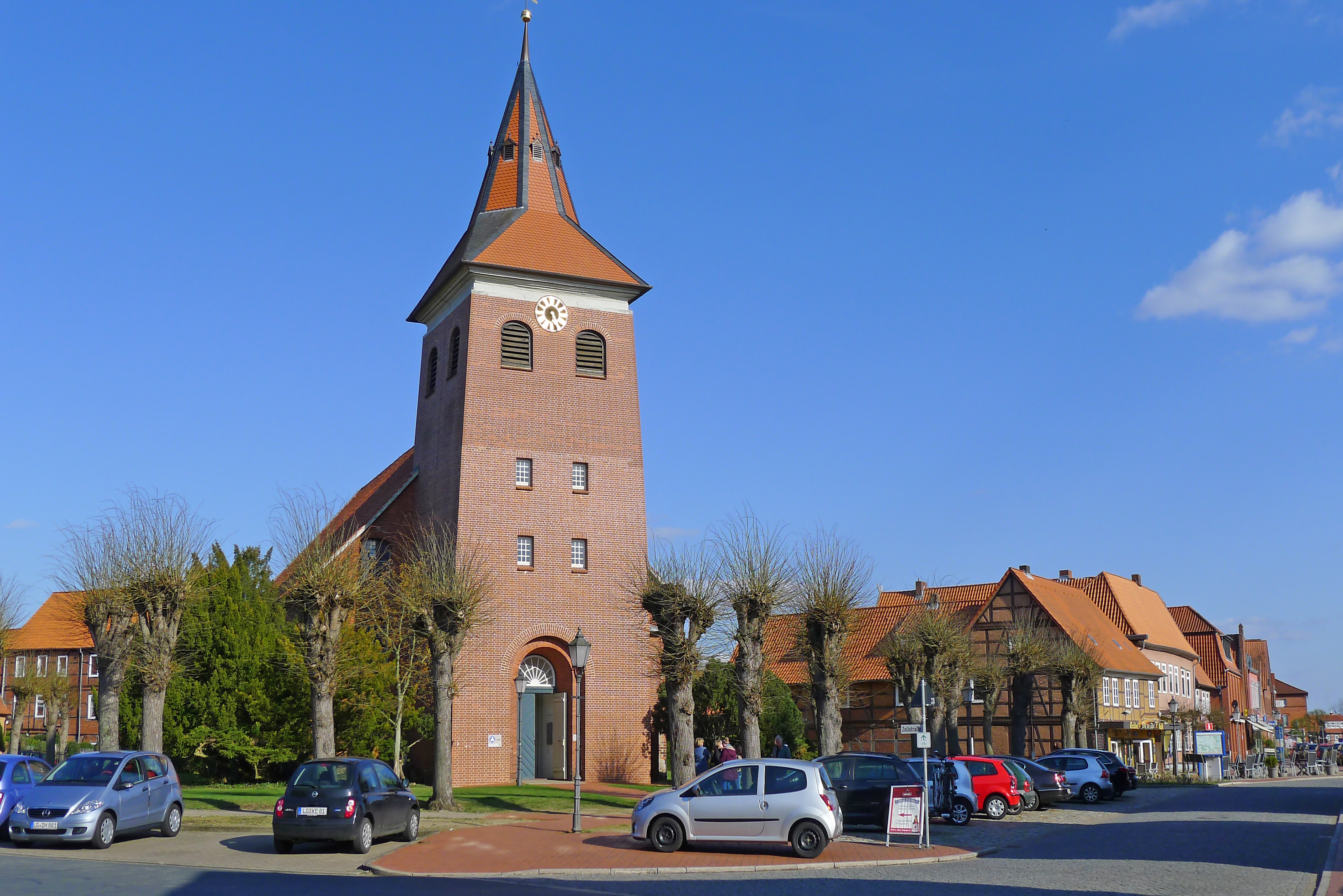
St.-Jacobi-Kirche

- Ehemalige Burg/ehemaliger Amtssitz/Heimvolkshochschule
- Ehemaliges Amtsgericht
- Stattliche Fachwerkhäuser:
  - Breite Straße 15, Nr. 51
  - Friedrich-Kücken-Straße
  - Schloßstraße 3[22]
- Jüdischer Friedhof Bleckede

## Wirtschaft und Infrastruktur

### Wirtschaft
Neben vielen Handwerksbetrieben und Kleingewerbe hat Bleckede mehrere mittelständische Industriebetriebe. Die größten sind Aminolabs Deutschland GmbH (ehemals ELBA Lebensmittel), Horst Witte Gerätebau und Meyer Motoren; die größten Bauunternehmen sind die Firma Hoppe und die Firma Tillmann Bau GmbH, der örtliche Energieversorger und größte Elektrobetrieb die Firma Energieversorgung Dahlenburg-Bleckede AG. Darüber hinaus existiert noch das mittelständische Unternehmen ZVN Zellstoff-Vertrieb Nord GmbH, das deutschlandweit Hygieneprodukte vertreibt.

### Tourismus
Bleckede liegt an folgenden Fernradwegen: Elberadweg, Elbe-Oderhaff-Radweg und Deutsch-Deutscher Radweg. Dem Besucher stehen zahlreiche, vom ADFC gekennzeichnete, Unterkunftsanbieter, Campingplätze und gastronomische Einrichtungen zur Verfügung. Die Stadt ist geprägt durch ihre Lage an der Elbe, der Hafen wird nach wie vor von Frachtschiffen angelaufen und ist Liegeplatz für Sportboote. Die Fähre Bleckede–Neu Bleckede pendelt über den Fluss. Den Hafen laufen verschiedene Fahrgastschiffe an, darunter der historische Raddampfer Kaiser-Wilhelm.

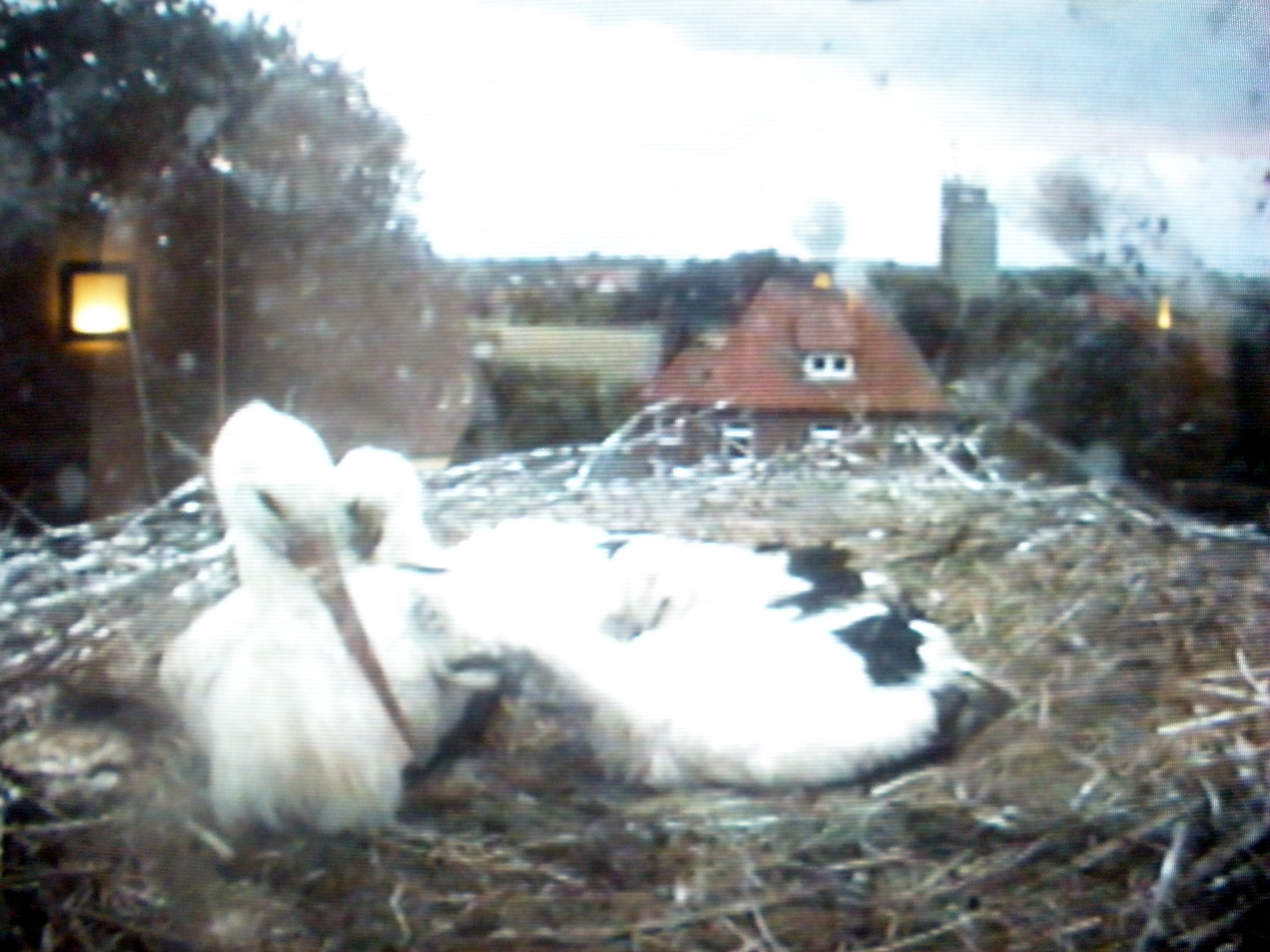
Videobild des Storchennestes mit Jungstörchen, auf einen Monitor im Elbschloss übertragen

Aufgrund vieler gut erhaltener Fachwerkhäuser mit zum Teil reizvollen Haustüren ist Bleckede Teil der Deutschen Fachwerkstraße auf der Regionalstrecke „Von der Elbtalaue zum Harz“. Seit 2008 führt auch die Deutsche Storchenstraße durch Bleckede, initiiert vom Elbschloss Bleckede, dem Informationszentrum für das Biosphärenreservat Niedersächsische Elbtalaue. Ein besonderer Blickfang ist das Storchennest in der Innenstadt auf einem außer Betrieb befindlichen Schornstein, das jedes Jahr besetzt ist. Dort ist auch eine Videokamera angebracht, die Aufnahmen des Nestlebens direkt in das Schloss sendet. Derzeit wird das Elbschloss Bleckede zum künftigen Biosphaerium Elbtalaue durch eine Aquarienlandschaft und eine Biberanlage erweitert.
Ferner führen durch Bleckede folgende weitere Ferienstraßen: Niedersächsische Spargelstraße, Niedersächsische Mühlenstraße und die Europäische Route der Backsteingotik. Wanderer durchlaufen die kleine Stadt an der Elbe auf dem Europäischen Fernwanderweg E6.
Die Stadt Bleckede ist auch mit einer historischen Eisenbahn, dem Heide-Elbe-Express (Bahnstrecke Lüneburg–Bleckede) zu erreichen. Darüber hinaus verkehrt zwischen dem Ortsteil Alt Garge und Bleckede eine Fahrraddraisine. Das Waldbad Alt Garge, regelmäßige Ballonfahrten vom Schützenplatz und ein ausgedehntes regionales Radwegenetz bzw. Strecken für Inline-Skater ergänzen das Angebot.

### Medien
Die Tageszeitung Bleckeder Zeitung wurde 2019 eingestellt, bzw. erscheint in einem komplett geänderten Layout ca. 5 Mal pro Jahr. Sie wurde vor über 130 Jahren gegründet.

### Bildung
In Bleckede gibt es zwei Grundschulen, die Elbtal-Grundschule und die Grundschule im Ortsteil Barskamp, des Weiteren eine Haupt- und eine Realschule sowie seit 2006 das Gymnasium Bleckede. Diese drei zuletzt genannten Schulen befinden sich alle im Schulzentrum Bleckede im Nindorfer Moorweg und verfügen über zwei Sporthallen und eine Schwimmhalle. Weiterhin gibt es noch die Kurt-Löwenstein-Schule, eine Förderschule mit dem Schwerpunkt Lernen.
Bleckede ist Standort einer von bundesweit zwei Zollhundeschulen, der andere Standort ist Neuendettelsau. Die Liegenschaften und die Gebäude werden gemeinsam mit der Bundespolizei, die dort ebenfalls ihre Hundeschulen hat, geteilt.

### Verkehr
Straßenverkehr

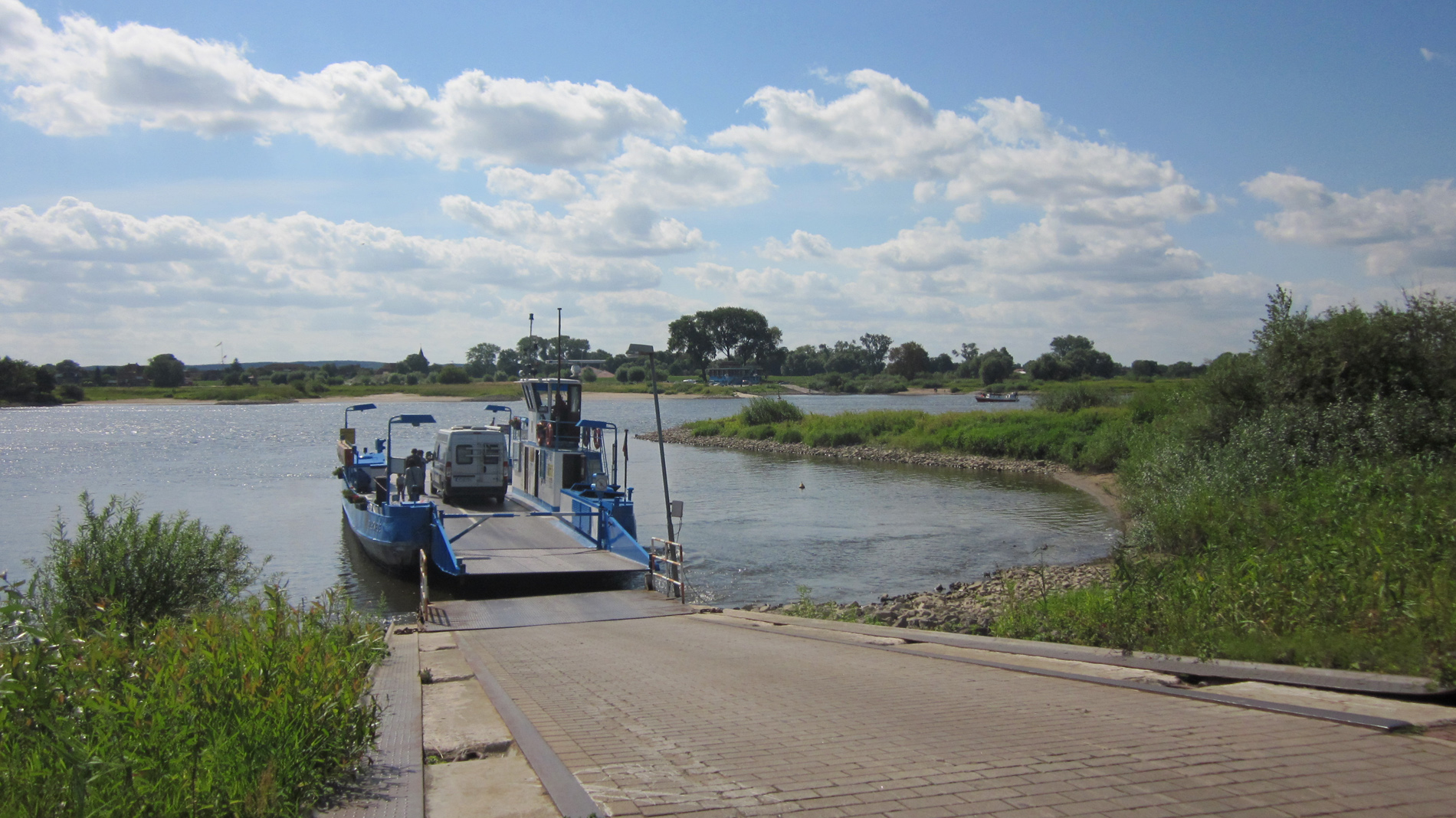
Fähre

Über die Landesstraße L 221 ist Bleckede mit Lüneburg verbunden. Mit einer Fähre kann über die Elbe übergesetzt werden, dort führt die L 223 weiter.
Öffentliche Verkehrsmittel
Die Buslinie 5100 der Verkehrsgemeinschaft Nordost-Niedersachsen fährt nach Lüneburg. Weitere Buslinien führen nach Neu Darchau, Hittbergen, Dahlenburg, Scharnebeck und Neetze.
Schienenverkehr
Bleckede liegt an der Bahnstrecke Lüneburg–Bleckede (Bleckeder Kleinbahn, mit Stand 2023 kein regelmäßiger Personenverkehr) und lag früher auch an der Bleckeder Kreisbahn (Dahlenburg–Echem).

## Persönlichkeiten

### Ehrenbürger
- Hermann Brandes (1885–1972), Generaldirektor der Niedersächsischen Landesbank in Hannover

Ehrenbürgermeister
- Wilhelm Nürnberg (seit 18. Dezember 1973)

Ehrenmedaille der Stadt Bleckede
- August Karstens, 2008[23]
- Erika Kause, 1988 für ehrenamtl. Tätigkeit im DRK
- Elfriede Rick, 1988 für ehrenamtl. Tätigkeit im DRK
- Otto Telschow (1876–1945, NSDAP-Gauleiter), ehem. Ehrenbürger. Ehrenbürgerrecht seit 25. April 1933, am 30. Oktober 2008 entzogen.

### Söhne und Töchter der Stadt

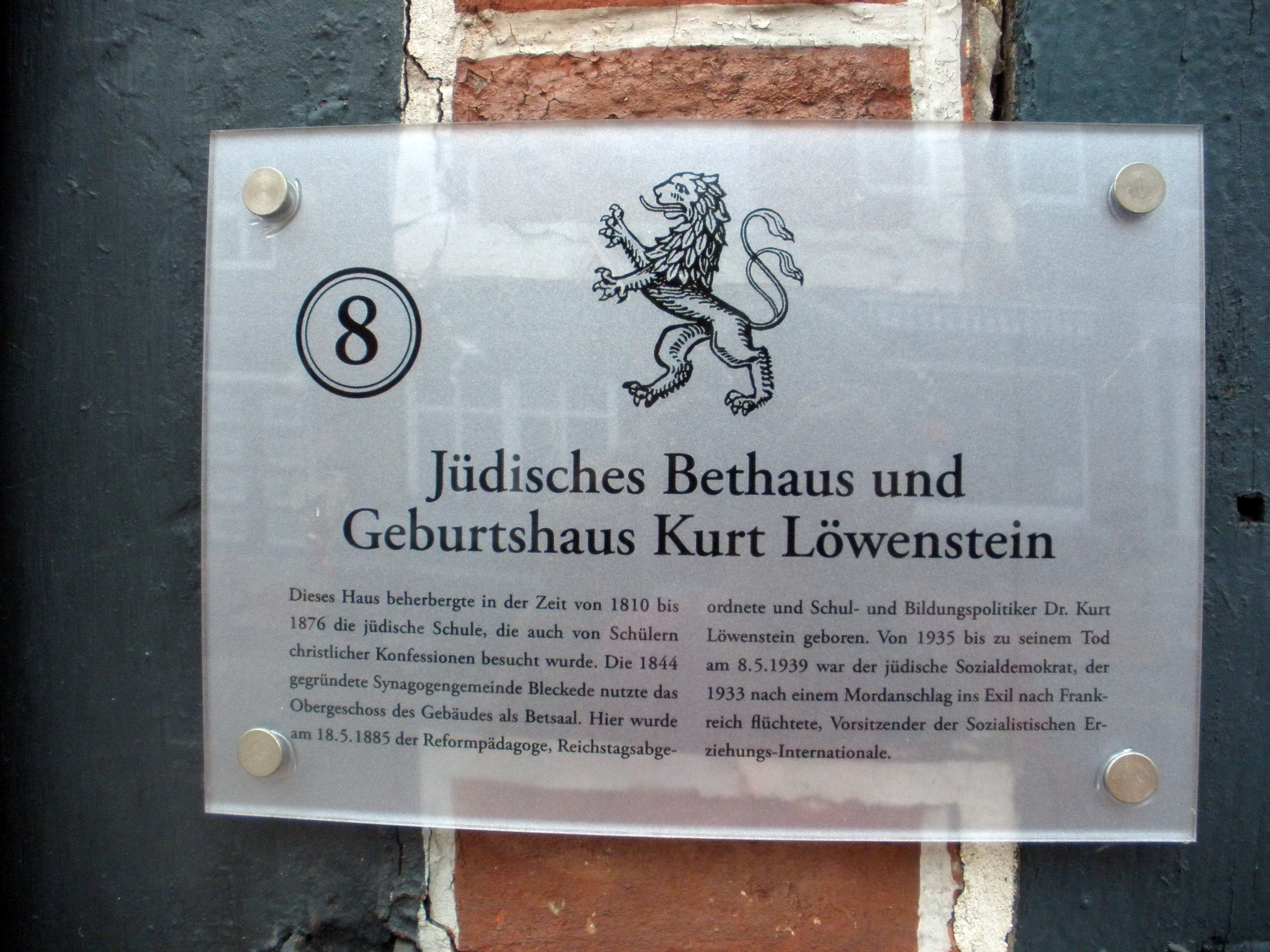
Gedenktafel für Kurt Löwenstein und das jüdische Bethaus in Bleckede

- Fritz von dem Berge (1560–1623), Hauptmann auf Schloss Bleckede, machte sich u. a. um Deichsicherheit der Elbestadt verdient
- Friedrich Georg Schrader (1797–1875), Verwaltungsjurist und Amtsrichter
- Friedrich Wilhelm Kücken (1810–1882), Komponist
- Auguste von der Elbe (eig. von der Decken, geb. Meyer) (1827–1908), Schriftstellerin
- Ernst Christian Julius Schering (1833–1897), Mathematiker und Herausgeber
- Detlev von Plato (1846–1917), königlich-württembergischer Kammerherr und Hofmarschall
- Hermann Collitz (1855–1935), US-amerikanischer Sprachwissenschaftler
- Wilhelm Kröpcke (1855–1919), Gastronom
- Gustav Schwantes (1881–1960), Prähistoriker und Botaniker
- Kurt Löwenstein (1885–1939), SPD-Politiker, Reichstagsabgeordneter
- Hawoli (1935–2025), Maler und Bildhauer
- Friedrich-Wilhelm Bach (1944–2014), Ingenieurwissenschaftler, Professor an der Leibniz Universität Hannover
- Jörg Immendorff (1945–2007), Maler und Kunstprofessor
- Jörg Bergstedt (* 1964), Ökoaktivist, Buchautor und Anarchist

### Persönlichkeiten, die in der Stadt gewirkt haben
- Gerhard Fietz (1910–1997), Maler und Gründungsmitglied „ZEN 49“
- Frieder Gadesmann (1943–2014), evangelischer Theologe und Erziehungswissenschaftler, Lehrer und Stadtrat in Bleckede
- Stefanie Dahle (* 1981), Kinderbuchautorin und -illustratorin